# Рудоуправління імені М. В. Фрунзе
Рудоуправління імені М. В. Фрунзе — колишнє гірничодобувне підприємство з видобутку та переробки залізняку на базі Криворізького залізорудного басейну в місті Кривий Ріг. 
Входило до складу ВО «Кривбасруда».

## Історія
У 1885 р. Новоросійське товариство відкрило власні рудники Юзовський і Білокрисовський, які вели видобуток відкритим способом. 
У 1886 р. на цих двох рудниках видобуто близько 1 300 000 пудів руди. 
Біля рудників було засновано гірницьке селище.
Після революції та громадянської війни рудник був відновлений і в 1925 р. названий ім'ям М. В. Фрунзе.
1929 року почалося будівництво шахт. 
У 1959-1962 рр. була побудована шахта імені М. В. Фрунзе .
У радянський період входило до складу виробничого об'єднання «Кривбасруда».
У 1988 року рудоуправління імені М. У. Фрунзе було ліквідовано.

## Опис
Рудоуправління розробляло центральну частину Криворізького родовища Криворізького залізорудного басейну. 
Руди мартитові, мартито-магнетитові. 
На 1983 р. балансові запаси руди становили 61,8 млн тонн з вмістом заліза в 58,3%.
Родовище розкрито двома рудопідйомними і двома вентиляційними стволами. 
Системи розробки: поверхово-камерна, підповерхово-камерна та підповерхового обвалення з відбійкою руди глибокими свердловинами. 
Глибина гірничих робіт на 1987 становила 300—400 м. 
Втрати руди 13,6%, розубожування — 7,5%.
На 1986 рік гірничотранспортне обладнання представлене буровими каретками, вантажними машинами, віброустановками, скріперними лебідками. Видобуток сирої руди – 2 100 000 тонн/рік.